# Erhardt Kapp
Erhardt Kapp (Fântânele, Condado de Arad, Rumania; 16 de junio de 1959) es un exdefensor de fútbol rumano-estadounidense. Fue miembro de la selección olímpica y absoluta de Estados Unidos.
Actualmente es dueño de una tienda minorista de fútbol en Mamaroneck, Nueva York. También entrenó y dirigió campamentos de fútbol de verano en Westchester.

## Trayectoria
El New York Cosmos bajo el entrenador Hennes Weisweiler de la North American Soccer League (NASL) lo seleccionó en la primera ronda del NASL College Draft en 1981. El 16 de noviembre de 1983, el Cosmos lo liberó junto a varios otros compañeros debido a restricciones salariales del club.
En diciembre del mismo año, firmó con el Pittsburgh Spirit de la Major Indoor Soccer League (MISL). Después de que el Spirit se retiró, se mudó a Los Angeles Lazers en 1986 junto con su excompañero de equipo del Cosmos y olímpico David Brcic y permaneció con el equipo hasta 1988.

## Selección nacional
Fue miembro de los Estados Unidos en los Juegos Olímpicos de 1984, donde con el entrenador Alkis Panagoulias, jugó los tres juegos.

### Participaciones en Juegos Olímpicos
| Torneo                   | Sede        | Resultado    |
| ------------------------ | ----------- | ------------ |
| Juegos Olímpicos de 1984 | Los Ángeles | Primera fase |

## Clubes
| Club               | País           | Año       |
| ------------------ | -------------- | --------- |
| New York Cosmos    | Estados Unidos | 1981-1983 |
| Pittsburgh Spirit  | Estados Unidos | 1983-1986 |
| Los Angeles Lazers | Estados Unidos | 1986-1988 |

## Palmarés

### Títulos nacionales
| Título                       | Equipo          | País           | Año  |
| ---------------------------- | --------------- | -------------- | ---- |
| North American Soccer League | New York Cosmos | Estados Unidos | 1982 |